# Aleksiej Gołowkin
Aleksiej Leonardowicz Gołowkin (ur. 1956 w Siewieromorsku) – rosyjski polityk.
Absolwent Moskiewskiego Instytutu Budowy Maszyn Elektronicznych. Od 1990 do 1991 konsultant Wyższej Rady Konsultacyjno-Koordynacyjnej przy przewodniczącym Rady Najwyższej RFSRR. W 1991 szef administracji sekretarza stanu Giennadija Burbulisa. Od grudnia 1991 szef administracji rządu Rosji. Od stycznia 1993 nieoficjalny doradca premiera Rosji. Deputowany do Dumy Państwowej.